# Baojun RS-3

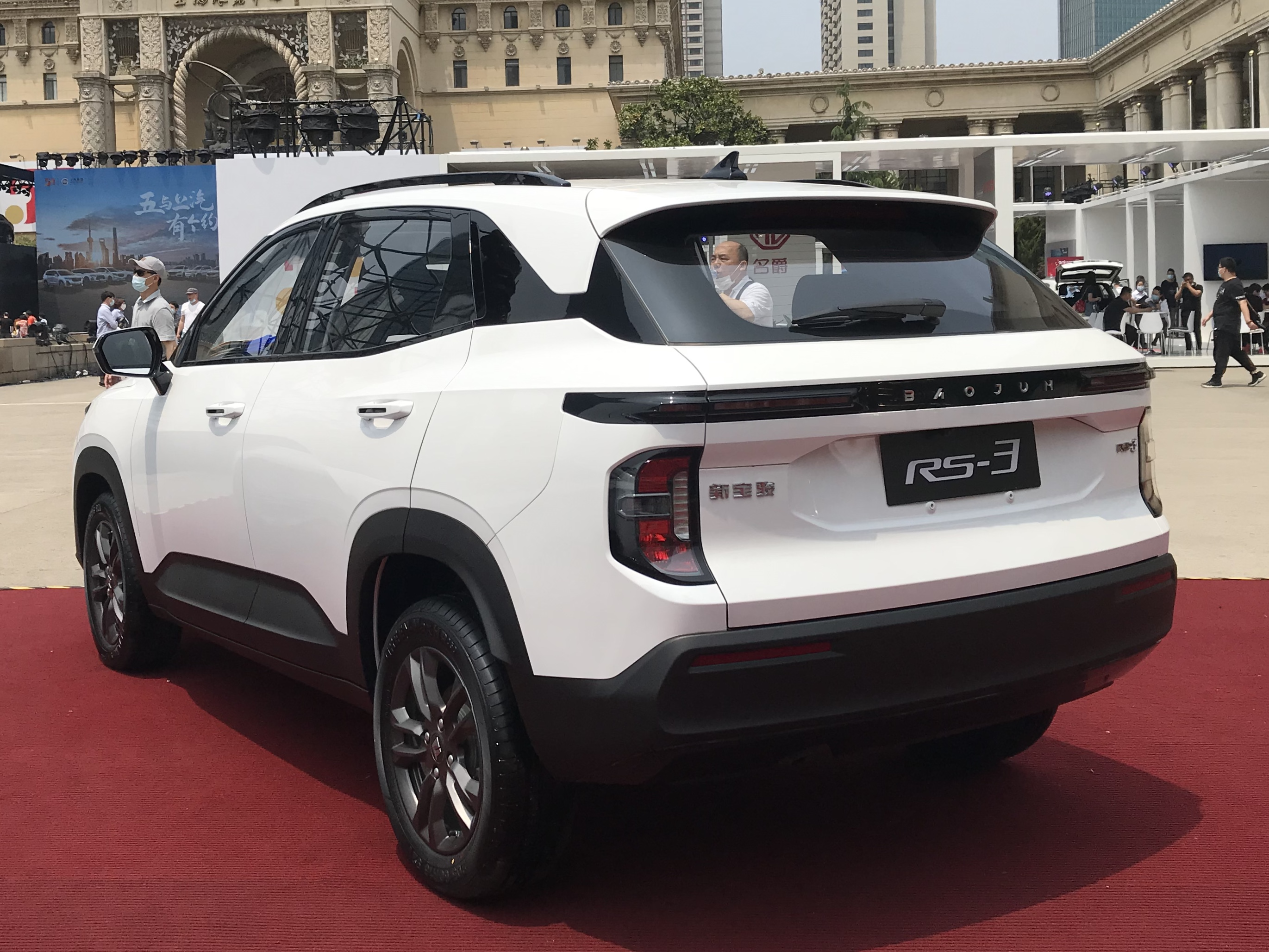
Heckansicht

Der Baojun RS-3 ist ein zwischen 2019 und 2023 gebautes Kompakt-SUV der zum chinesischen Automobilhersteller SAIC GM Wuling gehörenden Marke Baojun.

## Geschichte
Vorgestellt wurde das Fahrzeug im September 2019. Im darauffolgenden Monat kam es in China in den Handel.

## Technische Daten
Angetrieben wird der Baojun RS-3 von einem 1,5-Liter-Ottomotor. Serienmäßig hat das Fahrzeug ein 6-Gang-Schaltgetriebe, gegen Aufpreis war ein stufenloses Getriebe erhältlich. Ab Juli 2020 war zudem ein aufgeladener 1,5-Liter-Ottomotor mit 108 kW (147 PS) verfügbar.
|                                            | 1.5 MT                   | 1.5 CVT                  | 1.5 CVT                  | 1.5T CVT                 |
| ------------------------------------------ | ------------------------ | ------------------------ | ------------------------ | ------------------------ |
| Bauzeitraum                                | 2019–2023                | 2020–2023                | 2019–2020                | 2020–2023                |
| Motorkenndaten                             |                          |                          |                          |                          |
| Motorart                                   | Ottomotor                | Ottomotor                | Ottomotor                | Ottomotor                |
| Motorbauart                                | Reihen-Vierzylindermotor | Reihen-Vierzylindermotor | Reihen-Vierzylindermotor | Reihen-Vierzylindermotor |
| Motoraufladung                             | —                        | —                        | —                        | Turbolader               |
| Hubraum                                    | 1485 cm³                 | 1485 cm³                 | 1485 cm³                 | 1451 cm³                 |
| max. Leistung bei min−1                    | 73 kW (99 PS) / 5800     | 73 kW (99 PS) / 5800     | 77 kW (105 PS) / 5600    | 108 kW (147 PS) / 5200   |
| max. Drehmoment bei min−1                  | 143 Nm / 3400–4400       | 143 Nm / 3400–4400       | 135 Nm / 3600–5200       | 250 Nm / 2200–3400       |
| Kraftübertragung                           |                          |                          |                          |                          |
| Antrieb                                    | Vorderradantrieb         | Vorderradantrieb         | Vorderradantrieb         | Vorderradantrieb         |
| Getriebe                                   | 6-Gang-Schaltgetriebe    | Stufenloses Getriebe     | Stufenloses Getriebe     | Stufenloses Getriebe     |
| Messwerte                                  |                          |                          |                          |                          |
| Höchstgeschwindigkeit                      | 160 km/h                 | 160 km/h                 | k. A.                    | 175 km/h                 |
| Beschleunigung, 0–100 km/h                 | k. A.                    | k. A.                    | k. A.                    | k. A.                    |
| Kraftstoffverbrauch auf 100 km, kombiniert | 5,9 l Super              | 6,5 l Super              | 6,6 l Super              | 6,8 l Super              |
| Tankinhalt                                 | 45 l                     | 45 l                     | 45 l                     | 45 l                     |
| Abgasnorm                                  | China VI                 | China VI                 | China VI                 | China VI                 |